# Меденичі
Меде́ничі — селище Дрогобицького району, Львівської області, адміністративний центр Меденицької територіальної громади.

## Назва
Попередні назви: Мединичі, Медениця (Меденичі — 1395 р., Медениця — 1533 р., Меденичі — з 1989 р.). За народними переказами в основу назви селища лягло слово мед. Кажуть, що бджільництво було надзвичайно розвинене на території поселення. Легенда свідчить, що свого часу бджоли навіть врятували село від татарської навали.
Відома громадська печатка Меденич, датована 1788 р., на якій міститься зображення трьох вуликів з бджолами.
До 1940 року Меденичі мало статус села, до 2024 р. - селище міського типу,  зараз — селище.

## Історія
Перша письмова згадка про Меденичі датується 1395 роком, коли меденицький шляхтич Яхно отримав від польського короля Ягайла грамоту на володіння ще й містечка Заршин на території нинішньої Польщі.
В середні віки Меденичі входили до Самбірської королівської економії.
Меденичі були відомі вирощуванням хмелю, адже у XIX ст. тут існувала броварня. 1886 року село за 560 000 золотих ринських купили Йозеф і Маурицій Колишери. Оскільки Меденичі здавна славилися своїми джерелами зі смачною водою, брати-юдеї Колишери влаштували тут виробництво пива та содової води, яку експортували до тодішньої Австро-Угорщини. Пиво варили тут і в радянський час. Будівля старого бровару збереглася донині.
В окремих статистичних довідниках Галичини кінця XIX—XX ст. Меденичі згадуються як містечко Дрогобицького повіту. Станом на 1890 рік містечко мало 2430 мешканців, римо-католицьку та греко-католицьку парафії, синагогу, власний окружний суд, пошту й телеграф.
1 серпня 1934 у Дрогобицькому повіті було створено ґміну Меденичі з центром у с. Меденичі. В склад гміни входили сільські громади:
- Меденичі;
- Довге;
- Коросниця (Йозефсберґ);
- Рівне (Кенігзау);
- Летня ;
- Опарі ;
- Ріпчиці[3].

У 1934 р. територія гміни становила 100,80 км². Населення гміни станом на 1931 рік становило 10797 осіб. Налічувалось 2082 житлові будинки..
У 1939–1941 та 1944–1959 роках було центром Меденицького району Дрогобицької області.
У період нацистської окупації під час Другої світової війни, зі серпня 1941 року село увійшло до волості (нім. Landgemeinde) Меденичі окружного староства Дрогобич (нім. Kreishauptmannschaft Drohobycz) дистрикту Галичина Генерал-губернаторства для окупованих польських земель.
Дистрикт Галичина припинив своє існування наприкінці липня 1944 року, коли внаслідок Львівсько-Сандомирської операції, був ліквідований, а німецька окупація змінилася на радянську. 6 серпня 1944 року до адміністративного центру округи вступили радянські війська.
У 1959-2018 рр. - центром Меденицької селищної ради Дрогобицького району Львівської області
23 грудня 2018 року в селищі міського типу Меденичах відбулися перші вибори об'єднаної територіальної громади і за результатами якого до складу увійшли смт. Меденичі як адміністративний центр та навколишні села: Опарі, Летня, Рівне та Коросниця. У 2020 р. громаду було укрупнено.
З 2020 р., після чергової адміністративно-територіальної реформи, селище стало центром Меденицької громади оновленого Дрогобицького району Львівщини.

## Географія
Площа селища у межах забудови становить 1286 га або 12,86 км². З урахуванням приналежних полів, лісів тощо - 2256 га або 22,56 км².
Сусідні населені пункти:

### Місцевості Меденич
У Меденичах, як і у більшості давніх населених пунктів, є назви окремих закутків поселення. На жаль, ці назви з часом втрачаються, люди більше починають орієнтуватись по назвах вулиць, аніж по давніх назвах частин населеного пунту.
На даний час у Меденичах у межах забудови (назви навколишніх полів та лісів не враховані) збереглись такі мікротопоніми:
- Бурова (або Бурині)
- Вулиця
- Загумінки (або Біля/Коло Ферми, Біля/Коло Зоопарку)
- Заріка
- Кінець
- Обучі
- Сад
- Скітня (Верхня та Нижня)
- Ставище
- Хмиті

А також назви нечастого вжитку:
- Біля Польського Цвинтара
- Біля Ярилич
- Бригада
- Долина
- Кут
- Польмін
- Попідріки
- Хмільник (або Маліші)

Та зовсім дрібні локальні назви:
- Децова Гора
- Мілірація
- Панська Кирниця
- Прало

### Вулиці Меденич
Станом на липень 2022 року у Меденичах є 40 урбанонімів
У списку вулиці подані за алфавітом. Назви вулиць на честь людей відсортовані за прізвищем і подаються у форматі Прізвище Ім'я. Якщо у назві відображено професію, посаду, звання, чин, - у форматі Посада Прізвище. Якщо вулиця названа за цілісним псевдонімом або прізвиськом, то сортування відбувається за першою літерою псевдоніма або прізвиська (бо псевдоніми не можна скорочувати), тобто Данила Галицького — на літеру Д, Лесі Українки — на літеру Л.
| N  | Тип  | Назва                   | Колишні назви            | Місцевість                                  | Довжина | К-ть домогосподарств                    |
| -- | ---- | ----------------------- | ------------------------ | ------------------------------------------- | ------- | --------------------------------------- |
| 1  | вул. | Богуна Івана            | Полєтаєва Фьодора        | Загумінки                                   |         | 10                                      |
| 2  | вул. | Винниченка Володимира   |                          | Польмін                                     |         | 3                                       |
| 3  | вул. | Виноградна              | Тєрєшковой Валєнтіни     | Загумінки                                   |         | 22                                      |
| 4  | вул. | Героїв України*         | корумпованих чиновників* | Біля Ярилич                                 |         | 1 (де-юре, вул. Б. Хмельницького, 81-А) |
| 5  | вул. | Гетьмана Вишневецького  | Ґорькоґо Максіма         | Заріка                                      |         | 9                                       |
| 6  | вул. | Гетьмана Дорошенка      |                          | Біля Ярилич                                 |         | 12                                      |
| 7  | вул. | Гетьмана Мазепи         |                          | Китайський Квартал                          |         | 10                                      |
| 8  | вул. | Гетьмана Калнишевського |                          | Біля Ярилич                                 |         | 9                                       |
| 9  | вул. | Гетьмана Полуботка      |                          | Сад                                         |         | 19                                      |
| 10 | вул. | Гетьмана Сагайдачного   | Кузнєцова Ніколая        | Загумінки                                   |         | 10                                      |
| 11 | вул. | Грушевського Михайла    | 1-го Травня              | Хмиті, Китайський Квартал, Обучі, Мілірація |         | 87                                      |
| 12 | вул. | Данила Галицького       |                          | Заріка                                      |         | 25                                      |
| 13 | вул. | Довбуша Олекси          | Суворова Алєксандра      | Заріка                                      |         | 27                                      |
| 14 | вул. | Дрогобицька             | Дрогобицька              | Центр, Бурині                               |         | 27                                      |
| 15 | вул. | Зелена                  | Зелена                   | Ставище                                     |         | 34                                      |
| 16 | вул. | Івасюка Володимира      |                          | Біля Ярилич                                 |         | 29                                      |
| 17 | вул. | Кривоноса Максима       |                          | Біля Ярилич                                 |         | 13                                      |
| 18 | вул. | Лепкого Богдана         | Лазо Сєрґєя              | Кінець, Маліші                              |         | 29                                      |
| 19 | вул. | Лесі Українки           | Лесі Українки            | Біля Польського Цвинтара                    |         | 15                                      |
| 20 | вул. | Лисенка Миколи          |                          | Вулиця                                      |         | 52                                      |
| 21 | вул. | Львівська               | Львівська                | Скітня, Біля Ферми                          |         | 24                                      |
| 22 | вул. | Медова                  | нова вулиця              | Біля Ярилич                                 |         | 1                                       |
| 23 | вул. | Миколаївська            | Миколаївський провулок   | Нижня Скітня, Загумінки                     |         | 25                                      |
| 24 | вул. | Молодіжна               |                          | Біля Ярилич                                 |         | 28                                      |
| 25 | вул. | Незалежності            | Леніна                   | Центр, Хмиті                                |         | 43                                      |
| 26 | вул. | Нова                    |                          | Сад                                         |         | 17                                      |
| 27 | вул. | Паркова                 |                          | Сад                                         |         | 17                                      |
| 28 | вул. | Садова                  |                          | Сад                                         |         | 13                                      |
| 29 | вул. | Симоненка Василя        |                          | Біля Ярилич                                 |         | 14                                      |
| 30 | вул. | Січових Стрільців       |                          | Бригада                                     |         | 15                                      |
| 31 | вул. | Соборна                 | Миру                     | Сад                                         |         | 5                                       |
| 32 | вул. | Сонячна                 | нова вулиця              | На Воєнних                                  |         | 20                                      |
| 33 | вул. | Степова                 | Степова                  | Обучі                                       |         | 22                                      |
| 34 | вул. | Стуса Василя            | Пуґачьова Арсєнія        | Попідріки                                   |         | 6                                       |
| 35 | вул. | Тичини Павла            | Тичини Павла             | Обучі                                       |         | 7                                       |
| 36 | вул. | Франка Івана            | Тиха                     | Заріка                                      |         | 66                                      |
| 37 | вул. | Хмельницького Богдана   | Хмельницького Богдана    | Хмельницького, Кінець                       |         | 129                                     |
| 38 | вул. | Шевченка Тараса         | Шевченка Тараса          | Долина                                      |         | 36                                      |
| 39 | вул. | о. Шевчука Василя       | Ґаґаріна Юрія            | Верхня Скітня, Нижня Скітня                 |         | 84                                      |
| 40 | вул. | Шкільна                 | 40-річчя Перемоги        | Верхня Скітня, Сад, На Воєнних              |         | 41                                      |
| 41 | вул. | Яворницького Дмитра     | нова вулиця              | На Воєнних                                  |         | 30                                      |

- У 2023 р. на пропозицію громадян найменувати вулицю Героїв України у кварталі нової забудови, що поруч із вулицями Молодіжною та Медовою, чиновники селищної ради відповіли, що у них немає коштів на найменування нової вулиці.

## Населення
Станом на 01.01.2022 рік у Меденичах мешкало 3292 особи.

### Антропоніміка
У селі поширені такі прізвища: Раде(и)ли(е)цький(-а), Рафальонд(т), Малі(и)ш, Ли(е)снянський(-а), Лисунів, Шула(я)к, Сьорак, Зварич, Гарбі(и)ч, Кісера, Климак, Микитин, Січ, Раньо(е)вський(-а), Янісьо.
Також зафіксовані унікальні для України (близько десятка носіїв) прізвища Кісірік, Брайтвізер та Пісьо.

### Мова
Розподіл населення за рідною мовою за даними перепису 2001 року:
| Мова       | Кількість | Відсоток |
| ---------- | --------- | -------- |
| українська | 3311      | 99.55%   |
| російська  | 10        | 0.30%    |
| польська   | 5         | 0.15%    |
| Усього     | 3326      | 100%     |

## Релігія та церкви

### Православна церква України
Головною родзинкою місцевої архітектури є дерев'яна церква Успіння Пресвятої Богородиці (Св. Параскеви) та дзвіниця поруч з нею. Розташована адресою вулиця Тараса Шевченка, 10.
У 1939 р. поруч із старою церквою було розпочато будівництво нового мурованого храму за проектом Є. Нагірного. Зі зрозумілих причин будівництво застигло на десятиліття. Будівництво нової церкви закінчено на початку 90-х за довоєнними кресленнями. Знаходиться за адресою вулиця Незалежності, 35.

### Українська греко-католицька церква
Також в Меденичах розташована церква Успіння Пресвятої Богородиці Української греко-католицької церкви, настоятелем якої є отець Анатолій Чунис. Знаходиться за адресою вулиця Миколи Лисенка, 1.

### Римо-католицька церква
У селищі діє костел Пресвятої Трійці. Знаходиться за адресою вулиця Миколи Лисенка, 3.

## Пам'ятки

### Церква Успіння Пресвятої Богородиці ПЦУ
Головною родзинкою місцевої архітектури є дерев'яна церква Успіння Пресвятої Богородиці (Св. Параскеви) та дзвіниця поруч з нею, які внесені до Державного реєстру національного культурного надбання України. Дата її побудови — 1644 р., як свідчить напис вирізьблений на одвірку південних дверей. Хоча вперше церква Успіння Пресвятої Богородиці (Св. Параскеви) згадується у документах 1589 р. Належить до тризрубних безверхих церков, одна з найцінніших і найцікавіших на Прикарпатті. Подейкують, що святиню в часи татарської навали не брали ні вогонь, ні якась зброя. Головна родзинка храму — ґонтовий дах. Побудова дерев'яної дзвіниці, що розташована при ній датується XVII ст.

### Пивоварня
Із «Люстрації Самбірської економії» від 1689 року дізнаємося, що на території селища у фільварку з'явився новий млин, бровар та прилегла до нього корчма". На міжвоєнних етикетках зазначено, що датою заснування пивного заводу є 1701 рік. Швидше за все на місці старої споруди побудували нову.
Меденичі у минулому були дуже багаті на хміль та джерела содової води, тому цю особливість вирішили використати для виробництва. Упродовж трьохсот років будівля пивного заводу приносила стабільний дохід спершу поміщикам, а потім і у державну скарбницю Австро-Угорської імперії.
У 1886 році село викупили за 560 тисяч злотих, підприємці Юзеф та Мауріцій Колішери, після чого завод перейшов повністю в їхні руки. Брати швидко налагодили бізнес з експортуванням свого товару (содова вода та пиво) по всій Австро-Угорській імперії.
Найбільшого піднесення завод зазнав, коли його керівником був відомий посол до крайового галицького сейму Генрик Колішер. Броварня виготовляла 2 тисячі гектолітрів пива у рік. У міжвоєнний період пивзавод мав свої представництва у Ходорові, Дрогобичі, Бориславі, Рудках, Самборі. Такі види пива, як «Pelne Prazdroj» і міцне «Bocka» знали у всій Східній Галичині.
У 1939 році пивоварня була націоналізована радянською владою. Тут виготовляли славнозвісне «Жигулівське пиво». Вже у 1975 році через незадовільний технічний стан обладнання та фінансові труднощі, завод припинив виробництво пінного напою. Споруда стоїть і зараз, однак все більше занепадає і служить місцевою визначною пам'яткою краю.

### Пам'ятники

#### Пам'ятник Борцям за волю України
22 травня 2016 року у Меденичах відбулося урочисте відкриття пам'ятника Борцям за волю України.
Освятили монумент архієпископ Дрогобицько-Самбірської єпархії Української православної церкви Київського патріархату владика Яків і єпископ-помічник Самбірсько-Дрогобицької єпархії Української греко-католицької церкви владика Григорій.

#### Алея Героїв України
З метою увіковічнення пам'яті сучасних захисників, було облаштовано Алею Героїв. Вона містить світлини теперішніх Героїв з Меденицької громади та встановлено пам'ятний хрест.

## Сучасність
Вздовж головної вулиці селища, просто на тротуарі можна побачити декілька великих, але, на жаль, висохлих криниць — місцевий ексклюзив.

### Зоопарк «Limpopo»
В останні роки особливу популярність далеко за межами регіону здобув розташований у Меденичах унікальний зоопарк «Лімпопо» найбільший і на даний час єдиний у Львівській області.
В зоопарку проживає більше, ніж 300 тварин, що представляють сотні різних видів світової фауни. Територія зоопарку складає понад три гектари, тут розташоване кафе та літній дворик, де можна випити квас в спекотній день, філіжанку кави та покуштувати смачні страви після прогулянки зоопарком. Поряд розміщений дитячий майданчик. При бажанні малюки зможуть проїхатися територією зоопарку на поні або на ослику.

### Фестиваль меду
У 2013 році у Меденичах було започатковане проведення Фестивалю меду, який обіцяє стати самобутнім традиційним щорічним святом на вшанування благородної праці пасічника, історія якої сягає сивої давнини. Він поступово набирає популярності і стає не лише візитівкою Меденич, а й однією зі знакових подій культурного життя району. Як і щороку, до Меденичі прибувають бджолярі не тільки із Дрогобиччини але й з інших районів та навіть областей. Тисячі людей — мешканців селища, навколишніх сіл, гостей з району та далеко із-за його меж відвідали оригінальне святкове дійство. Урочисте відкриття районного фестивалю меду стартувало в обід на місцевому футбольному полі. Участь у фестивалі загалом взяло до 2 тисячі осіб, які пробував мед і до меду, а також поповняли собі запаси на зиму.
Товариства пасічників Дрогобицького району, інших районів Львівщині та Івано-Франківщини представили смачну та корисну продукцію бджільництва, навчальні заклади району — виставку дарів осені, переможці районного кулінарного конкурсу — делікатеси власного виробництва.
Святковий марш учасників фестивалю на чолі з колоритним возом, бджілками та пасічниками, розмаїта і барвиста концертна програма, яку прикрасили як самодіяльні народні колективи, так і популярний гурт «Мері», козацькі забави та козацький куліш, святкова вікторина на бджільницьку тематику, нагородження учасників, подарунки, призи, веселощі, розваги. Такого велелюддя давно не бачили Меденичі. Місцеві мешканці, зізнавалися, що щось подібне в селищі було, може, літ двадцять тому, а може й більше.
Метою фестивалю є представлення та популяризація традицій розвитку бджільництва на Дрогобиччині, вшанування благородної праці пасічників, краєзнавча та туристична промоція краю. Під час фестивалю також представили страви української національної кухні та кулінарного мистецтва. Сам оргкомітет фестивалю меду назвав цю подію унікальною у культурному житті Дрогобиччини.

### Веломарафон
25 серпня 2019 року вперше в адміністративному центрі Меденицької територіальної громади — Меденичах, відбувся патріотичний веломарафон із назвою « Спорт — єднає» з нагоди 28-ї річниці проголошення Незалежності нашої країни та 15-ї річниці встановлення Дня національного прапора. До даного заході приєднались мешканці громади так і команди з села Ріпчиці та Лішні.

## Освіта
Меденицька загальноосвітня установа:
- Меденицька загальноосвітня школа I—III ступенів.

Перший директор школи — Муцій Віра Семенівна (29.08.1929-20.11.2019р).
Позашкільні освітні заклади:
- Меденицький заклад дошкільної освіти «Калинонька»

Спеціальні навчальні заклади:
- Меденицький аграрно-технологічний професійний коледж

## Місцеве самоврядування
Систему органів місцевого самоврядування територіальної громади утворюють:
- голова Меденицької громади
- Меденицька селищна громада
- Виконавчий комітет Меденицької селищної громади

Правовою основою місцевого самоврядування в Україні є Конституція України, Закон України «Про місцеве самоврядування в Україні»., закони і підзаконні нормативно-правові акти, що приймаються на їх основі, а також акти органів місцевого самоврядування, що приймаються в рамках їх компетенції.

## Процес створення територіальної громади
9 жовтня 2018 року Меденицька селищна громада офіційно звертається до Центральна виборча комісія із проханням призначити перші вибори до ОТГ в Дрогобицькому районі.
Меденицькій громаді вдалося згуртуватися, провести вибори до нової ради Меденицької об'єднаної територіальної громади. Подальша затримка призначення виборів унеможливить перехід об'єднаних територіальних громад на прямі міжбюджетні відносини у 2019 році та здійснення повноважень у сферах освіти, охорони здоров'я, соціального забезпечення, а це означає затримку розвитку як територіальної громади чи регіону, так і країни в цілому, посилення недовіри населення до представників органів місцевого самоврядування та державної влади — йдеться у тексті звернення. Адже, відповідно до ст. 15 Закону України "Про місцеві вибори, перші місцеві вибори призначаються не пізніше, ніж за 70 днів до дня їх проведення. Враховуючи норми бюджетного кодексу України, ЦВК повинна призначити вибори не пізніше 16 жовтня 2018 року.
Документом затверджено висновок про відповідність Конституції та законам України проектів рішень Меденицької селищної ради, Опарівської сільської ради, Летнянської сільської ради Дрогобицького району Львівської області «Про добровільне об'єднання територіальних громад» щодо добровільного об'єднання територіальних громад населених пунктів Дрогобицького району.
Так, у Меденицьку селищну об'єднану територіальну громаду з адміністративним центром у селищі Меденичі входять села Опори Опарівської сільської ради, села Летня, Коросниця, Рівне Летнянської сільської ради Дрогобицького району.
Місцеві вибори 2020. Завершення децентралізації
Відповідно до ч.3 ст.11 Закону України "Про добровільне об'єднання територіальних громад, Розпорядженням КМУ від 
27 травня 2020 р. № 624-р "Про затвердження перспективного плану формування територій громад Львівської області "" та Перспективного плану об'єднання територіальних громад Львівської області, відповідно до якого до складу теперішньої Меденицької ТГ увійдуть нові села: Волоща, Верхній Дорожів, Вороблевичі, Грушів, Городківка, Далява, Літиня, Ролів, Солонське, Зади, Тинів, Довге та Ріпчиці.
У липні, Парламент України на підставі Постанови Центральної Виборчої Комісії ухвалив рішення про призначення місцевих виборів в останню неділю жовтня (25 жовтня 2020 року).

## Підприємства, філії та установи
- Територіальна виборча комісія: http://b2btoday.com.ua/id/3226187 [Архівовано 30 січня 2019 у Wayback Machine.]
- ТзОВ «ТЕРМОПЛАСТ ПЛЮС»: https://clarity-project.info/tenderer/35217535 [Архівовано 30 січня 2019 у Wayback Machine.]
- Релігійна громада храму Успіння Пресвятої Богородиці Української греко-католицької церкви: http://b2btoday.com.ua/id/2514987 [Архівовано 30 січня 2019 у Wayback Machine.]
- Релігійна громада храму Успіння Пресвятої Богородиці Православної церкви України: http://b2btoday.com.ua/id/2546814 [Архівовано 30 січня 2019 у Wayback Machine.]
- Релігійна громада Римсько-католицької церкви в смт. Меденичах: http://b2btoday.com.ua/id/2530745 [Архівовано 30 січня 2019 у Wayback Machine.]
- Виробниче управління ЖКГ та побутового обслуговування населення: http://b2btoday.com.ua/id/2756569 [Архівовано 30 січня 2019 у Wayback Machine.]
- Філія товариства з обмеженою відповідальністю «Юнівуд»: http://b2btoday.com.ua/id/3213249 [Архівовано 30 січня 2019 у Wayback Machine.]
- Комунальне некомерційне підприємство «Меденицька лікарня» https://ring.org.ua/edr/uk/company/43526560
- Відділення Ощадбанку: https://minfin.com.ua/ua/company/oschadbank/branches/14420/
- Відділення Нової пошти: https://check-track.com/ua/otsledit/novaposhta/a1e5b391-41ad-11e5-8d8d-005056887b8d.html%5Bнедоступне+посилання%5D
- Відділення поштового зв'язку «Укрпошта»: http://map.meta.ua/ua/adresa/otdeleniya-pochtovoy-svyazi/otdelenie-pochtovoy-svyazi-medenichi/62786 [Архівовано 7 лютого 2019 у Wayback Machine.]
- Громадська організація "Агенція розвитку смт. Меденичі"

## Символіка
Герб Меденич: у синьому полі три золоті пні-вулики, над ними 9 золотих бджіл. Герб, згідно з правилами сучасного українського місцевого герботворення, вписано у декоративний картуш, увінчаний срібною міською короною, що свідчить про статус поселення. 
Прапор Меденич: квадратне синє полотнище, на якому зображено 9 жовтих бджіл у три ряди 3 : 3 : 3. Вулики і бджоли вказують на назву селища, на поширені тут давніше бджолярські промисли, а також символізують працелюбність і добробут.
Автор символів — Андрій Гречило.

## Персоналії
- Витрикуш Андрій Любомирович — доброволець, волонтер, майданівець.
- Гарбич Броніслав Франкович — бригадир тракторної бригади колгоспу, Герой Соціалістичної Праці
- Гошовський Сергій Володимирович — український геолог.
- Маліш Петро Іванович — український письменник.
- Мриц Володимир Іванович — український урядник, держслужбовець, громадський діяч. Комісар Борщівського повіту ЗУНР.[13]
- Панчишин Петро Михайлович (14.04.1970 - 07.02.2024) —  солдат Збройних сил України, учасник російсько-української війни.
- Сусяк Роман Романович (10.04.1975 - 20.02.2015) — солдат Збройних сил України, учасник російсько-української війни.
- Сьорак Микола Ігорович (17.09.1972 - 17.09.2022) — солдат Збройних сил України, учасник російсько-української війни.
- Чепіль Данило — український архітектор, краєзнавець, громадський діяч, Почесний громадянин міста Тернополя.
- Шевчук Василь — капелан УПА «Закерзоння», отець «Кадило», був парохом церкви Св. Параскеви у 1931 році.
- Шипайло Роман Титович — український учитель, громадський діяч, референт артилерії Державного секретаріату військових справ ЗУНР.
- Шулак Василь Володимирович (12.04.1981 (Меденичі) - 30.12.2023 (Авдіївка) —  солдат Збройних сил України, учасник російсько-української війни.
- Фок Василь Миколайович  (13.06.1996 – 13.09.2024) - солдат Збройних сил України, учасник російсько-української війни.

### Посли наГалицький сеймвід Меденич
- Іванишів Данило — селянин з Грушева, громадський діяч, посол сейму 3-го скликання в окрузі Лука — Меденичі.[14]
- Кравців Йосиф — український селянин, посол у 1861—1866 роках, обраний в окрузі Лука — Меденичі.
- Шуляк Андрій — селянин, громадський діяч, посол сейму II скликання.[15]